# Régleur
Un régleur est un ouvrier spécialisé ou technicien dont le rôle est de régler les machines de production. Les réglages des machines incluent les paramètres, les outils, les cadences, la pose des moules, etc. Le régleur est chargé de la maintenance de niveau 1 et de la maintenance préventive.

## En horlogerie

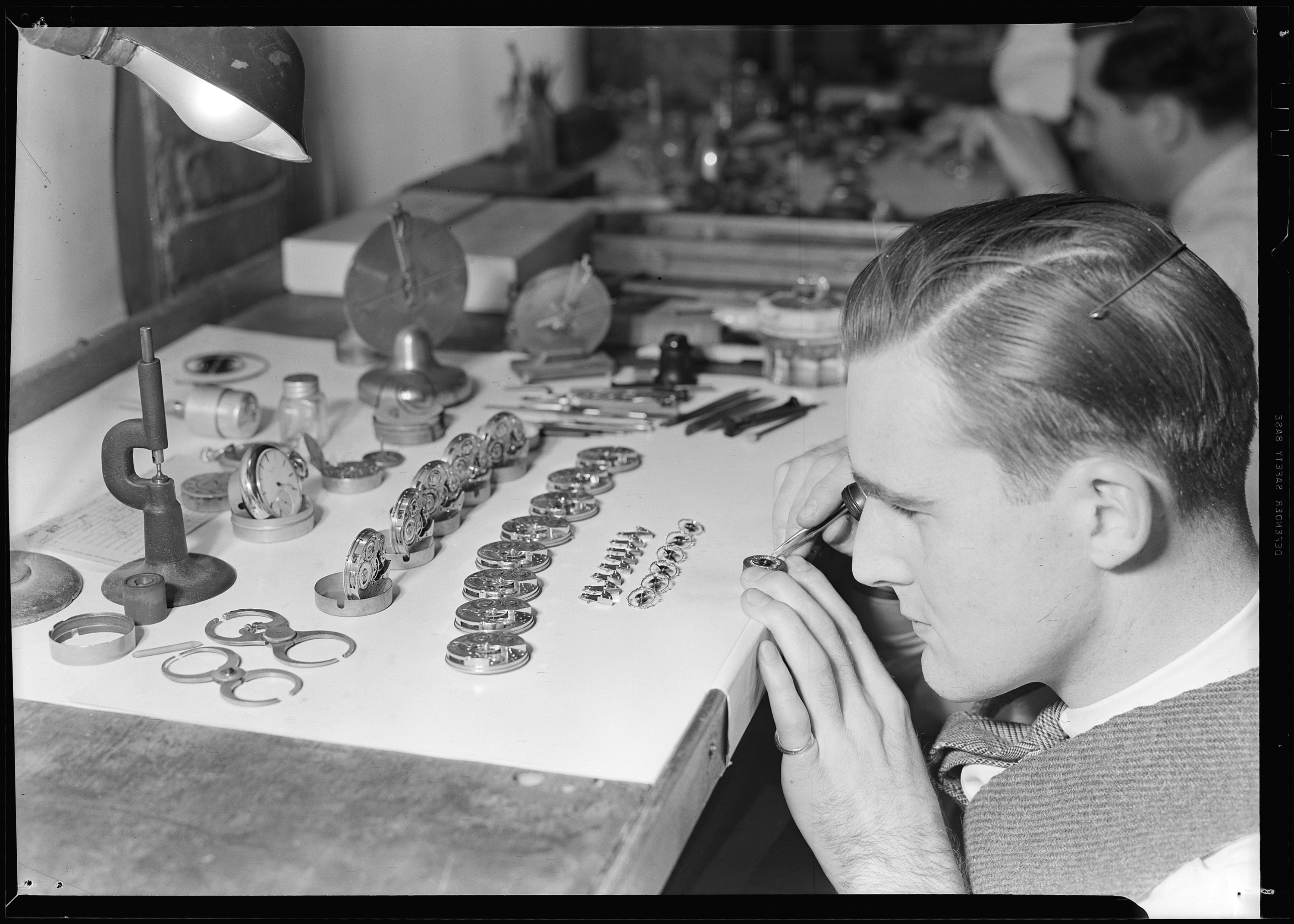
Un régleur travaillant sur des ajustements de position.

Un régleur, ou une régleuse, est un ouvrier spécialisé, souvent féminin, qui effectue l'opération de réglage. Cette dernière consiste à positionner très exactement et à river minutieusement le ressort spiral au balancier, pour former résonateur d'un mouvement et d'ajuster sa fréquence et donc la marche de la montre.
Un régleur de précision, parfois appelé chronométrier, est spécialisé dans le réglage fin des chronomètres. Il vérifie la précision d'une montre dans différentes positions et à différentes températures avant sa livraison. Un réglage dit « de haute précision » doit correspondre aux tolérances exigées par les observatoires astronomiques et les bureaux officiels de contrôle,.

### Métier voisin
- Un régleur « ajusteur » est aussi un ouvrier spécialisé dans la fabrication de structures d'acier en usine.